# 帖佐美行
帖佐 美行（ちょうさ よしゆき、1915年3月25日 - 2002年9月10日）は、彫金家、文化勲章受章者。

## 人物
鹿児島県薩摩郡宮之城町（さつま町）生まれ、出身。本名・良行。小学校卒業後、兄を頼って13歳で上京。1930年小林照雲に師事、1940年海野清に師事する。1942年第5回新文展で初入選、1954年の第4回と1955年の第5回の日展で連続して特選、1962年の第5回（民営化後）日展で文部科学大臣賞、1965年第8回日展で日本芸術院賞を受賞。
1957年日展審査員。1958年日本金工作家協会結成に参加、日展評議員、1962年現代工藝美術家協会結成に参加、1969年日展理事、1974年日本芸術院会員、1975年日展常務理事、1978年日本新工芸美術家連盟を結成、1987年文化功労者、1993年文化勲章受章。